# ウースター・アグリカルチュラル・フェアグラウンズ
ウースター・アグリカルチュラル・フェアグラウンズ（Worcester Agricultural Fairgrounds）は、アメリカのマサチューセッツ州ウースターにかつて存在した野球場。19世紀にメジャーリーグに参加していたウースター・ルビーレッグスが、1880年から1882年の間、本拠地として使用した。球場としての呼び名は他に、"Agricultural County Fair Grounds"、もしくは、"Driving Park"。

## 歴史
グラウンドは元々20エーカー（80,000m2）の敷地を持つ競馬場で、その名の通り地元の農業祭も催されていた広い草地だったのだが、その競馬のトラックの中に野球のダイアモンドを描いて試合が行われていた。1880年6月12日に、このグラウンドでメジャーリーグ史上初の完全試合が、ウースターのジョン・リー・リッチモンドによって達成されている。ルビーレッグスは集客力の弱さから1882年で破綻し、その後1887年に1試合行われたものの野球場としては使われなくなった。
1924年10月19日にクー・クラックス・クラン（KKK）の大規模な集会が行われたこともあった。現在はベッカー大学の敷地となっている。

## 主な出来事
- 1874年10月30日：初のプロ野球の試合が行われる（ボストン・レッドストッキングス対ハートフォード・ダークブルース）
- 1880年6月12日：リー・リッチモンドがメジャーリーグ初の完全試合を達成。
- 1882年9月25日：メジャーリーグでは初めて、1回の入場でダブルヘッダー2試合を観戦できるようにした。
- 1882年9月29日：ルビーレッグスが最後の試合を行う。
- 1887年8月17日：当時のワシントン・ナショナルズがグラウンドを借用し1試合が行われた。